# Rosalba formosa
Rosalba formosa là một loài bọ cánh cứng trong họ Cerambycidae.